# Денисівське газоконденсатне родовище
Денисівське газоконденсатне родовище — дрібне родовище у Харківській області України, за два десятки кілометрів від південно-східної околиці Харкова.

## Опис
Належить до Північного борту нафтогазоносного району Східного нафтогазоносного регіону України.
Першу пошукову свердловину № 1 на структурі пробурили в 1997 році. Втім, лише споруджена в 2006-му пошукова свердловина № 2 дозволила виявити тут газоконденсатний поклад, який на випробуванні дав приплив у 126 тис. м3 на добу. Надалі поширення продуктивних порід уточнили за допомогою розвідувальних свердловин № 3, № 4 та № 20. Останню спорудили у 2017 році та випробували в ній чотири об'єкти, проте промислового притоку газу не отримали.
Поклади є літологічно та/або тектонічно екранованими. Вуглеводні пов'язані з породами серпуховського та візейського ярусів нижнього карбону. Колектори — пісковики.
Газ родовища переважно метановий, проте також містить етан (3,6 % — 4,5 %), пропан (1,2 % — 1,4 %), бутани (0,4 % — 0,5 %), а також невуглеводневі компоненти — азот (2,7 % — 4,6 %) та діоксид вуглецю (2,1 % — 2,8 %).
Початкові видобувні запаси родовища за категоріями С1 та С2 оцінюються в 1700 млн м3 газу та 46 тис. тонн конденсату.
Розробку родовища веде компанія ТОВ «Енергія-95» з використанням свердловин № 2, № 3 та № 4. Видобуті вуглеводні надходять до установки комплексної підготовки газу, а підготована продукція подається по перемичці діаметром 159 мм до газопроводу Шебелинка – Харків.
Станом на 1 січня 2018-го накопичений видобуток склав 1285 млн м3 газу та 34 тисячі тонн конденсату.
Наприкінці 2010-х ТОВ «Енергія-95» анонсувало проєкт спорудження на родовищі додаткової свердловини № 21.